# جنين متحجر

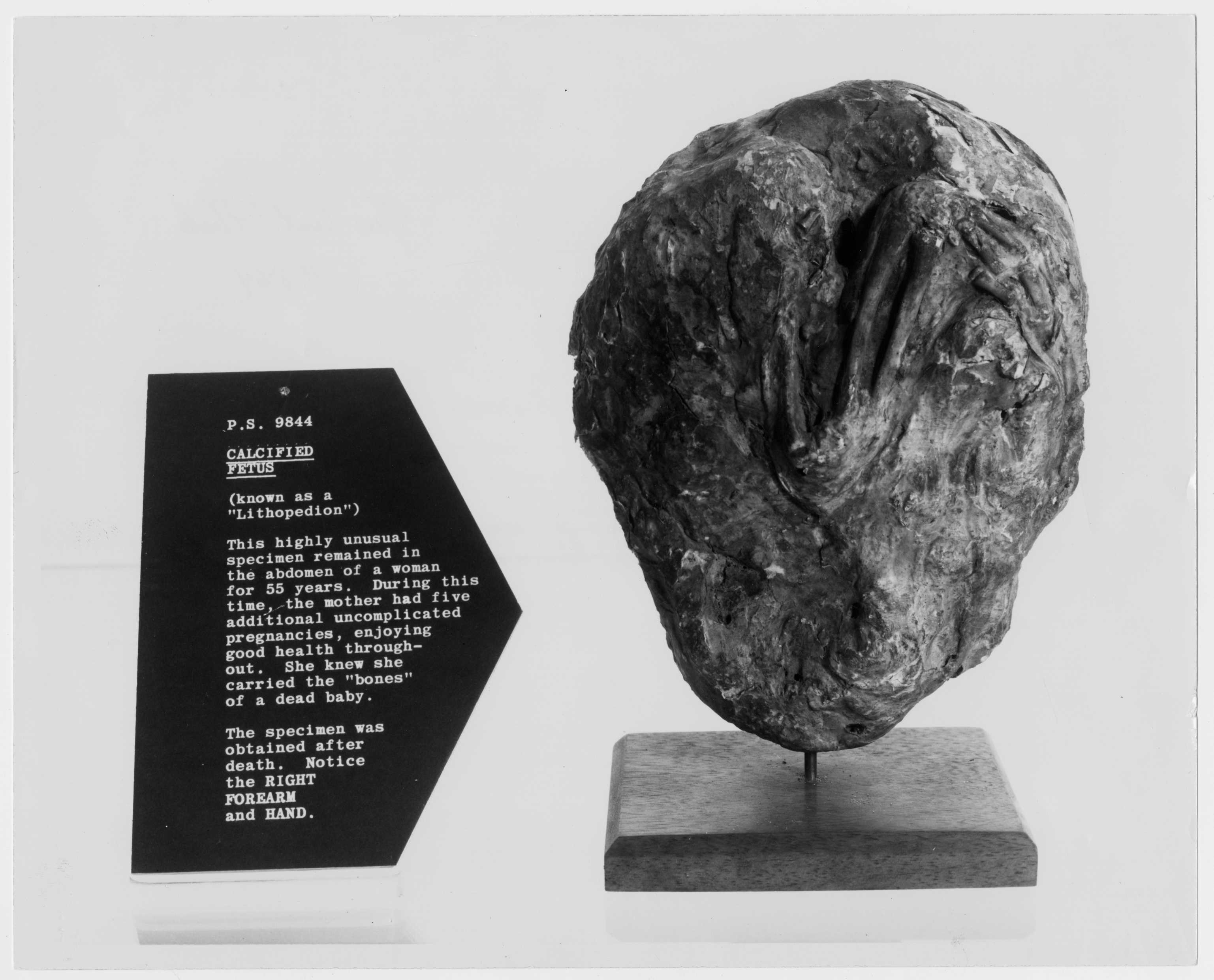
جنين متحجر. ظلت هذه العينة غير عادية للغاية في بطن امرأة لمدة 55 عاما. خلال هذه الفترة، كانت الأم تعاني من خمس حالات حمل غير معقدة.

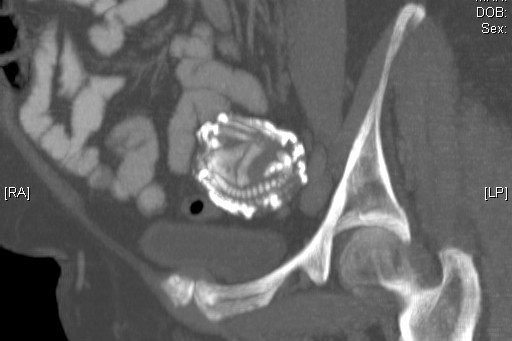
الأشعة المقطعية تظهر هيكلًا عظميًا متجانسًا في الجنين خارج الرحم

جَنينٌ مُكَلَّس أو جنين متحجر أو جنين متكلس (بالإنجليزية: Lithopedion)‏ (اليونانية القديمة: λίθος = صخر؛ اليونانية القديمة: παιδίον = طفل صغير، والرضع)، أو طفل الحجر، هي ظاهرة نادرة تحدث عادة عندما يموت الجنين أثناء الحمل البطني،  أكبر من أن يعاد استيعابه من قبل الجسم، ويتكلس من الخارج كجزء من تفاعل جسم غريب، يحمي جسم الأم من النسيج الميت من الجنين ويمنع العدوى.
قد تحدث الإصابة بالجنين المتحجر من 14 أسبوعًا من الحمل إلى الفترة الكاملة. ليس من غير المعتاد أن يبقى الطفل الحجري دون تشخيصه منذ عقود وأن يتم العثور عليه جيداً بعد انقطاع الطمث الطبيعي. غالباً ما يحدث التشخيص عندما يتم فحص المريض في الحالات الأخرى التي تتطلب التعرض لدراسة الأشعة السينية. مراجعة 128 حالة بواسطة T.S.P. وجد تيان أن متوسط عمر النساء مع الجنين المتحجر كان خمس وخمسين سنة في وقت التشخيص، مع أقدم عمره مئة سنة. حملت جنين متحجر لمدة 22 سنة في المتوسط، وفي العديد من الحالات، حملت النساء مرة ثانية وأنجبن أطفالاً دون حوادث. تسعة من الحالات التي تمت مراجعتها كانت تحمل جنين متحجر لأكثر من خمسين عامًا قبل التشخيص.
وفقًا لأحد التقارير، هناك 300 حالة معروفة فقط من الجنين المتحجر في العالم،  سجلت في أكثر من 400 سنة من الأدبيات الطبية. في حين أن فرصة الحمل البطني هي واحدة في 11000 حالة حمل، إلا أن ما بين 1.5 و 1.8٪ من حالات الحمل البطنية هذه قد تتطور إلى جنين متحجر.

## التاريخ
تم العثور على أقرب جنين متحجر في الحفريات الأثرية في بيرينج سينشول، على هضبة ادواردز في مقاطعة كير، بولاية تكساس، ومؤرخة إلى 1100 قبل الميلاد. تم العثور على مثال مبكر آخر في موقع أثري غالو روماني في كوستبيلي، جنوب فرنسا، ويرجع تاريخه إلى القرن الرابع.

تم وصف هذه الحالة لأول مرة في مقال كتبه الطبيب المسلم الإسباني أبو القاسم (الزهراوي) في القرن العاشر. بحلول منتصف القرن الثامن عشر، تم توثيق عدد من الحالات في البشر والأغنام والأرانب في فرنسا وألمانيا. في كلمة ألقاها أمام الأكاديمية الفرنسية للعلوم في عام 1748، استخدم الجراح المخلص فرانسوا موراند الجنين المتحجر كدليل على الطبيعة المشتركة لنمو الجنين في الحيوانات الولودية والبيوضية، وكحجة لصالح العملية القيصرية.

في عام 1880، استعرض الطبيب الألماني فريدريش كوشينميستر 47 حالة من الجنين المتحجر من الأدبيات الطبية وثلاث مجموعات فرعية مميزة: تحجر الأغشية الجنينية («ستون شيذ»)، حيث يحدث التكلس على الغشاء المشيمي وليس الجنين. جنين متحجر («حجر الطفل») أو جنين متكلس «الحقيقي»، حيث يتم تكلس الجنين نفسه بعد دخول تجويف البطن، بعد تمزق الأغشية المشيمية والمبيض. وجنين متحجر («ستون شيذ [و] الطفل»)، حيث يتم تكلس كل من الجنين والكيس. يمكن أن تنشأ الحمى على حد السواء على شكل حمل منتبذ، على الرغم من أن حالات الحمل الأنبوبي أكثر شيوعًا. 

## الحالات المبلغ عنها

### قبل 1900
| المريض (العمر في وقت التشخيص) | الموقع                                                           | تاريخ الحمل | تاريخ التشخيص (مدة الحالة) | معلومة إضافية |
| ----------------------------- | ---------------------------------------------------------------- | ----------- | -------------------------- | --- |
| غير معروف                     | قرطبة، الثاني أموية الخلافة                                      | غير معروف   | أواخر القرن العاشر         | القضية المشار إليها بواسطة الزهراوي. كانت المريضة حاملاً في مناسبتين منفصلتين ولكن لم تلد. "بعد فترة طويلة"، طورت تورمًا كبيرًا في منطقة السرة، تحولت إلى جرح متقيح ولن تشفى على الرغم من تلقي العلاج. استمر هذا حتى أزال الزهراوي العديد من عظام الجنين من خلال الجرح، والتي صدمت الزهراوي في البداية، لأنه لم يعرف حالة مماثلة. استعادت المريضة صحتها إلى حد كبير، لكنها استمرت في تثبيته من خلال الجرح. |
| لودوفيا "لاكافالا"            | بومبانتشي، دوقية مانتوفا                                         | غير معروف   | 1540                       | كانت المريضة تعاني من حمل فاشل يتبعه حمل ناجح، وبعد ذلك مرضت وفقدت وزنها بسرعة. أوجد كريستوفر باين، الجراح المسافر، شقًا واستخلص "الهيكل العظمي لطفل ذكر". تعافت تمامًا واستمرت في إنجاب أربعة أطفال آخرين. |
| كولومبي تشاتري (68)*          | سنس، مملكة فرنسا                                                 | 1554        | 1582 (28 سنة)              | أصبحت تشاتري حاملاً لأول مرة في سن الأربعين، ولكنها لم تنجب بعد أن مرّت بألم في المخاض. كانت طريحة الفراش في السنوات الثلاث التالية، حيث لاحظت وجود ورم صلب في أسفل البطن، وشكت من التعب وآلام البطن لبقية حياتها. بعد وفاتها، طلب أرملها من طبيبين فحص جسدها، اللذان اكتشفا طفلة مولعة بالكامل، متحجرة، مع بقايا شعر وسن واحد.بحلول عام 1653، أصبح الجنين المتحجر في حوزة الملك فريدريك الثالث ملك الدنمارك والنرويج، الذي وافق على عرضه على توماس بارثولين، ولكن ليس لفحصها أكثر. |
| غير معروف                     | بونت-آ-موسون، دوقية لورين، الإمبراطورية الرومانية المقدسة        | 1629        | 1659 (30 سنة)              | [ 11 ] [ 13 ] |
| غير معروف                     | دول، فرانش كونته، المملكة الاسبانية                              | 1645        | 1661 (16 سنة)              | [ 11 ] [ 13 ] |
| مارغريت ماتيو (62)*           | تولوز، مملكة فرنسا                                               | 1653        | 1678 (25 سنة)              | في الأصل من غاسكونية قرية فيولاس بالقرب من لومبز، أنجب ماثيو طفلاً. في سن السابعة والثلاثين، أصبحت حاملاً، لكنها لم تلد. عانت من آلام في البطن لمدة شهرين ونزيف مهبلي لمدة خمس سنوات، وشعرت بعدم الراحة لبقية حياتها.مما جعلها طريحة الفراش، وجربت الدورية انتيابأصبحت قضيتها سيئة السمعة ونسبت إلى تعويذة وجهها الساحر بعد أن رفضها ماتيو على أنها قابلة. ووافقت على أن تكون موضوعًا عامًا لمدة ثلاثة أيام تشريح الجثة بعد وفاتها، حضره أربعة أطباء وثلاثة جراحين ومساعديهم.ووجدوا حبل سري، مشيمة متكلس وطفل رضيع كامل داخل ذلك الوزن 3,916 غرام تم العثور على الجنين المتحجر العائم بالأبيض، عديم الرائحة القيح مما جعله شبه متحرك ويشرح زعم ماتيو أنها لا تزال تشعر بأن الطفل يتحرك داخلها. وقد وصف فرانكو بويل على نطاق واسع هذا الجنين المتحجر، وهو أحد الأطباء الحاضرين. |
| غير معروف                     | ليوواردن، المقاطعات المتحدة                                      | c.1692      | 1694 (21 شهر)              | وقد تمت إزالة الجنين المتحجر الذي يبلغ عمره 21 شهراً بنجاح من امرأة حية من قبل سيبريان، وهو مدرس التشريح والجراحة في جامعة فرانكير. |
| آنا موليرن (94)*              | لينزيل، شوابيا، الإمبراطورية الرومانية المقدسة                   | 1674        | 1720 (46 سنة)              | في سن 48، أصبحت موليرن حاملاً، ذهبت من خلال آلام المخاض لمدة سبعة أسابيع دون الولادة، واحتفظت ببطن متورم بعد ذلك. كانت تعاني من الألم عندما تمارس الرياضة لبقية حياتها، لكنها كانت قادرة على الحمل مرة أخرى وولدت بصحة جيدة توأم. واقتناعاً منها أنها كانت حاملاً وحملت الطفل السابق معها، جعل مولرن الطبيب المحلي والجراح يقسمان بأنهما سيفتحان جسدها بعد وفاتها. لم يتمكن الطبيب من إنقاذها، ولكن الجراح المسن حقق وعده بمساعدة ابنه، حيث وجد "كتلة صلبة من شكل وحجم نينبين-باول" التي تحتوي على جنين متحجر بداخله. تم فحصه بواسطة الطبيب جورج الأول ملك بريطانيا العظمى يوهان جورج ستيغارتال، الذي كتب حسابًا له. |
| ماري دي بريس (61)*            | جوني، المملكة الفرنسية                                           | 1716        | 1747 (31 سنة)              | المريضة في حملها الثاني بعد الإجهاض الطبيعي قبل أربع سنوات. استغرقت دي بريس إلى المدى الكامل وخضعت لآلام المخاض لمدة يومين، ولكن لم يكن توسع المهبل. بعد أن استسلمت القابلة، قرر تجمع من الأطباء والأطباء من تروا بالإجماع أن الأفضل هو إجراء عملية قيصرية، لكنها رفضت. استمرت في آلام في البطن لمدة شهر ولم تستطع العمل قبل ثمانية. لم تستعد أبدًا فترة حياتها واستمرت الرضاعة لمدة ثلاثين عامًا. في 61، كانت دي بريس في المستشفى لالتهاب الصدر وتوفيت بعد فترة وجيزة. وجد تشريح الجثة كتلة بيضاوية بحجم رأس رجل مغروسة في حقها قناة فالوب، التي ترجح ثمانية رطل وتحتوي على طفل رضيع كامل الشعر، قاطعين وبقايا سائل سلوي. لم يكن المظروف متكلسًا تمامًا. |
| السيدة بول                    | لندن، مملكة بريطانيا العظمى                                      | 1741        | 1747 (6 سنوات)             | "تم العثور على رضيع ميت في البطن"، خارج الرحم، أثناء تشريح الجثة التي أجري عليها بناء على طلب المريضة، وفي الفترة الفاصلة بين حملها الفاشل وموتها، أصبحت بول حاملاً وأنجبت أربع مرات دون مضاعفات. |
| راندي جونزداتر (50)           | كفكن، هدمارك، الدنمارك-النرويج                                   | 1803        | 1813 (10 سنوات)            | المريضة "ولدت" طفل متحجر مقسم على جزأين، من خلال عملية قطع أجريت على سرة بطن جونزداتر. عاشت لسنوات عديدة دون مشاكل. |
| ريبيكا إيدي (77)*             | فرانكفورت (نيويورك)، نيويورك (ولاية)، الولايات المتحدة الأمريكية | c.1802      | 1852 (c.50 سنة)            | كانت إيدي البالغة من العمر 27 عامًا، وفي أول حمل لها، تعاني من آلام المخاض بعد تعرضها لحادث بغلاية كبيرة على النار، لكن الآلام اختفت بعد بضعة أيام ولم تلد أبداً. فحصها ويليام بارشورست في عام 1842، مشيرة إلى "اللذة والصلابة وعدم الانتظام" في كتلة بطنيتها. كان من شأنها تشريح الجثة أمام 20 شاهداً عندما ماتت بعد عقد من الزمان. خلال العملية، وجدت باركهرست "طفلًا مكتملًا مثاليًا... يزن 6 أرطال أفواردووا (2.7 كيلوغرام)" الذي "لم يكن لديه أي اتصالات مع الأم باستثناء قناة فالوب، والأوعية الدموية التي غذته، والتي تم إعطاؤها من الشرايين المساريقية... كان الطفل يطفو في البطن." |
| صوفيا ماجدالينا ليمان (87)*   | تسيتاو، الإمبراطورية الألمانية                                   | 1823        | 1880 (57 سنة)              | تم تشخيص ليمان، وهي أرملة من أوللبوردورف، مع جنين متحجر في عام 1823 من قبل طبيب توليد في زيتاو، وتم علاجها من قبل كوشنميستر قبل أن ينتقل إلى درسدن في 1859. عند وفاتها، قامت كوشنميستر بعمل تشريحها واستخدمت قضيتها لوصف فئة تحجر الأغشية الجنينية . |

* بعد وفاة المريض.

### بعد عام 1900
| المريض (العمر في وقت التشخيص) | الموقع                                     | تاريخ الحمل | تاريخ التشخيص (تاريخ الحالة) | معلومة إضافية |
| ----------------------------- | ------------------------------------------ | ----------- | ---------------------------- | --- |
| غير معروف                     | يازو سيتي، مسيسيبي، USA                    | c.1930      | 1933 (c.2-3 سنوات)           | أثناء إجراء عملية جراحية لإزالة ورم لامرأة من إنفيرنيس دكتور ميلر اكتشف جنين متحجر "الذي أصبح متحجراً على حق الورم." |
| غير معروف (54)                | جامايكا                                    | 1957        | 1966 (9 سنوات)               | كانت المريضة، التي كانت قد ولدت في وقت سابق، تعاني من بطن منتفخ ولاحظت حركة داخلها، لكنها لم تصدق أنها حامل لأنها استمرت في الطمث، وإن كان غير منتظم. توقفت الحركات بعد فترة وجيزة من دخولها مستشفى كينغستون ولكن استمر النزف والألم حتى أجرت عملية جراحية بعد 8 أشهر. على الرغم من أن بطنها قد تناقصت، إلا أن المريضة لا تزال تشعر بكتلة داخلها، لكن طبيبها أخبرها أنه غير مهم. استؤنف الألم بعد ذلك بسنوات، عندما هاجرت المرأة إلى تورونتو، أونتاريو، كندا، وتم إعفائها من كتلة متكلسة بيضاوية الشكل من 8 × 4 × 3 سم.                                                                       |
| غير معروف (60)                | تايلاند                                    | 1959        | 1987 (28 سنة)                | [ 20 ] |
| غير معروف (76)                | جمهورية الصين                              | 1950        | 1999 (49 سنة)                | تم تشخيص المريضة أصلاً مع ورم حميد في عام 1950، لكنها رفضت العملية لاستخراجه. |
| غير معروف (67)                | واشنطن (ولاية)، الولايات المتحدة الأمريكية | 1962        | 1999; لم يستخرج (37 سنة)     | اعترفت المريضة بآلام في البطن، حيث أبلغت المريضة أنه "فقدت الطفل" خلال فترة الحمل 37 عامًا، لكنها رفضت التدخل.لم تعاني المريضة من أي عواقب وحملت ثانية داخل الرحم دون أي مشكلة. حل الألم والمريضة غادرت دون محاولة لاستخراجه. |
| غير معروف (40)                | كامبيناس، ساو باولو (ولاية)، برازيل        | 1982        | 2000 (18 سنة)                | "أبلغت المريضة عن نمو بطني منتظم ونشاط صحي للجنين من الحمل الذي حدث قبل 18 عامًا. لم تكن قد فعلت قط متابعة ما قبل الولادة. في الثلث الثالث من الحمل، بدأت تشعر بتقلّصات قوية في أسفل البطن في وفي نفس الوقت، اختفى نشاط الجنين، ولم تبحث عن المساعدة الطبية، وبعد بضعة أسابيع، كانت قد وجدت كتلة حمراء داكنة من خلال المهبل بمظهر مشيمي، وكانت قد شهدت تغيرات مميزة من الرضاعة الطبيعية، بدأ البطن في التناقص لكنه احتفظ بكتلة تحت السرّة قطرها حوالي 20 سم، متحركة وغير مؤلمة." |
| زهرة أبو طالب (75)            | جهة الدار البيضاء الكبرى المغرب            | 1955        | 2001 (46 سنة)                | ربما كانت القضية الأكثر توثيقًا. كانت زهرة الحامل تعاني بشدة من آلام المخاض لمدة 48 ساعة في منزلها الخاص قبل نقلها إلى المستشفى، حيث كانت مقررة في قسم قيسارية ومع ذلك، بعد أن شاهدت شابة أخرى تموت أثناء العملية، كانت تخشى على حياتها وهربت من المستشفى. توقف الألم بعد أيام ولم يعد لمدة 46 عامًا، عندما تم في البداية تصوير الخطأ الليفي غير المجهول بـ ورم مبيض. لم تحمل زهرة الأطفال مرة أخرى بعد حملها المنتبذ. |
| غير معروف (80)                | جنوب أفريقيا                               | 1960        | 2001 (c.40 سنة)              | امرأة عمرها 80 عامًا قدمت إلى قسم المرضى الخارجيين بألم شديد في البطن. كشف الفحص بالموجات فوق الصوتية عن كتلة إيموغينية كبيرة (20 × 20 & نبسب؛ سم) في الربع العلوي الأيمن. أظهرت الأشعة السينية في البطن هيكل عظمي لجنين خارج الرحم تم تطويره بالكامل. يفترض من تاريخ المريض أن هذا الجنين كان موجودًا لمدة 40 عامًا على الأقل. وكشف التصوير الشعاعي عن جنين يلفه عباءة من التكلس. كان الجنين شديد المرونة مع غيرها من علامات الموت "داخل الرحم". أرّخت رسم أسنانيّة جنينيّة الجنين في 34 أسابيع، غطت المشاشة بتكلس واسع النطاق. بالإضافة إلى تكلس تحت الجلد، فقد كان هناك تكلس دهني وداخل الجمجمة. |
| غير معروف (63)                | دايغو، جنوب كوريا                          | 1961        | 2001 (40 سنة)                | تأخر موعد الولادة وامتد الحمل البطني بعد تسعة أشهر، وبعد ذلك توقفت حركة الجنين وتعرضت الأم لنزيف مهبلي، ولكن لم تلد. وأصبحت المريضة حاملاً مرة أخرى وأنجبت طفلة سليمة بعد ذلك بعامين. |
| غير معروف (33)                | غانا                                       | 1990        | 2002 (12 سنة)                | في الحمل الثالث بعد الإجهاض الطبيعي. المريضة عانت من آلام في البطن، وانسداد الأنابيب الثنائية والعقم. |
| غير معروف (40)                | بورلا، أوديشا، الهند                       | 1999        | 2007 (8 سنة)                 | حالة معروفة فقط من توأم جنين متحجر. نما جنين واحد في كل مبيض إلى أن توفي كلاهما بعد 5 أشهر من التطور؛ افترضت المريضة أنها عانت من إجهاض طبيعي . كانت تعاني من آلام في جانبي البطن السفلي خلال السنوات الثماني التالية، عندما انضم إليها انتفاخ في البطن والقيء والإمساك المعوي. |
| غير معروف (31)                | كورارين، إدارة فرانسيسكو مورازان، هندوراس  | 1995        | 2008 (13 سنة)                | حدث الحمل خارج الرحم بعد وقت قصير من ولادة الطفل الأول للمريضة. بعد أن كانت حاملاً سبع مرات فأكثر، وأنجبت طفلها الأخير قبل شهرين فقط من التشخيص. |
| غير معروف (68)                | كيب الشمالية، جنوب أفريقيا                 | 1986        | 2011; لم يستخرج (25 سنة)     | الحمل الرابع، عندما كان عمر المريضة 44 عامًا. نتيجة العقم، الذي أخذ الحالة بوقت مبكر لسن اليأس، ولكن كان بدون أعراض. |
| غير معروف (37)                | مالونغو، جمهورية الكونغو الديمقراطية       | 2009        | 2011 (3 سنوات)               | مرت المريضة بنفس التجربة كما في حملها الثامن السابق، لكن "الطفل لم يخرج أبداً". استرجع الجراحون بعد 32 أسبوعًا متكلسًا من تجويف البطن. المبيضين والرحم كانوا سليمين والمريضة كانت لها دورها بالانتظام. |
| غير معروف (32)                | سانتا كلارا، واسبام، نيكاراغوا             | 2010        | 2011 (35 أسبوع)              | مريضة في حملها الثالث. تم إدخالها المستشفى لأنها لم تشعر بحركة الجنين بعد الآن. |
| أنتاما (70)                   | مومينبار، بنغال الغربية، الهند             | 1977        | 2012 (35 سنة)                | ادخلت للمستشفى بعد أن شكت من آلام في المعدة لبعض الوقت. قامت المريضة بانجاب ثلاثة أطفال أصحاء بعد هذا الحمل الغير مكتمل. |
| هوانغ ييجيون (92)             | جمهورية الصين الشعبية                      | 1948        | 2013 (65 سنة)                | أطول حالة معروفة. تم إبلاغ المريضة أن الجنين قد توفي داخلها في عام 1948، لكنها لم تقم بإزالته في وقت سابق لأنها كانت تفتقر إلى المال. |
| غير معروف (82)                | بوغوتا، كولومبيا                           | 1973        | 2013; لم يستخرج (40 سنة)     | كانت المريضة تعتقد أصلاً أنه تعاني من التهاب معدي معوي ولكن التصوير الشعاعي للبطن كشف جنين متكلس في بطنها. |
| غير معروف (70)                | تاميل نادو، الهند                          | 1962        | 2014; لم يستخرج (52 سنة)     | قدمت المريضة مع تاريخ التفريغ الصديدي في المهبل. تعامل على أنها التهاب صديدي من عنق الرحم بعد تقرير الخزعة، في وقت لاحق، الحالة عانت بما يلي تاريخ الألم من ضيق التنفس. على التصوير الشعاعي، وجد أن المريضة كانت مصابة بجنين متحجر في بطنها. كانت بدون أعراض من خلال حياتها الإنجابية. |
| غير معروف (84)                | توكانتينس، برازيل                          | 1970        | 2014; لم يستخرج (44 سنة)     | كانت المريضة تعاني من ألم في البطن، عندما اكتشف الأطباء الجنين. ادعت أنها حامل منذ أكثر من 40 عامًا. بعد ألم شديد في ذلك الوقت، رأت المعالج التقليدي المحلي الذي أعطى لها الدواء الذي أنهى الألم، و- افترضت أنه - أجهض الطفل. |
| استيلا ميلينديز (90)          | سان أنطونيو، تشيلي                         | 1965        | 2015; لم يستخرج (50 سنة)     | تم اكتشاف جنين متكلس (2 كغم / 4.4 رطل) في بطن امرأة تشيلية تبلغ من العمر 90 عامًا. تم هذا اكتشاف خلال فحص الأشعة السينية بعد إحضار السيدة إلى المستشفى بعد السقوط. كان جنين متحجر، التي تعتقد أنه كان موجودًا منذ 50 عامًا، كان كبيرًا جدًا ومتطورًا، وقد احتوى الجوف البطني بأكمله. لم يتم إزالة الجنين على أساس عمر المريض. |
| كانتاباي ثاكار (60)           | ناغبور، الهند                              | 1978        | 2015 (37 سنة)                | تم تحذير ثاكار من أن حملها كان خارج الرحم ولن يكون ناجحًا، لكنها كانت خائفة من الجراحة وعادت إلى المنزل، حيث أخذت العلاجات لتخفيف الألم فقط. اختفت الآلام بعد بضعة أشهر، لكنها عادت بعد 37 سنة. خوفًا من السرطان، سعت ثاكار للعلاج في المستشفى، وتم تشخيصها واستخراج الجنين. |

## الروابط الخارجية
- What is the process that creates a stone baby? (MadSci Network)
- Ernst Bjerke: A pregnancy of 10-years duration نسخة محفوظة 12 يناير 2013 at Archive.is
- Nigerianschoolsonline-Lithopedion